# Sokolov
Sokolov (do roku 1948 Falknov nad Ohří niem. Falkenau an der Eger) − miasto w Czechach, w kraju karlowarskim. Według danych z 31 grudnia 2003 powierzchnia miasta wynosiła 2 290 ha, a liczba jego mieszkańców 24 901 osób.

## Gospodarka
W mieście rozwinął  się przemysł chemiczny, szklarski, maszynowy oraz spożywczy.

## Sport
W mieście działa klub Sportowy TJ Banik Sokolov.

## Urodzeni w Sokolovie
- Markéta Vondroušová - tenisistka

## Demografia
| Rok             | 1970   | 1980   | 1991   | 2001   | 2003   |
| --------------- | ------ | ------ | ------ | ------ | ------ |
| Liczba ludności | 18 256 | 24 763 | 25 210 | 25 081 | 24 901 |

Źródło: Czeski Urząd Statystyczny

## Współpraca
Saalfeld/Saale
 Schwandorf

## Galeria

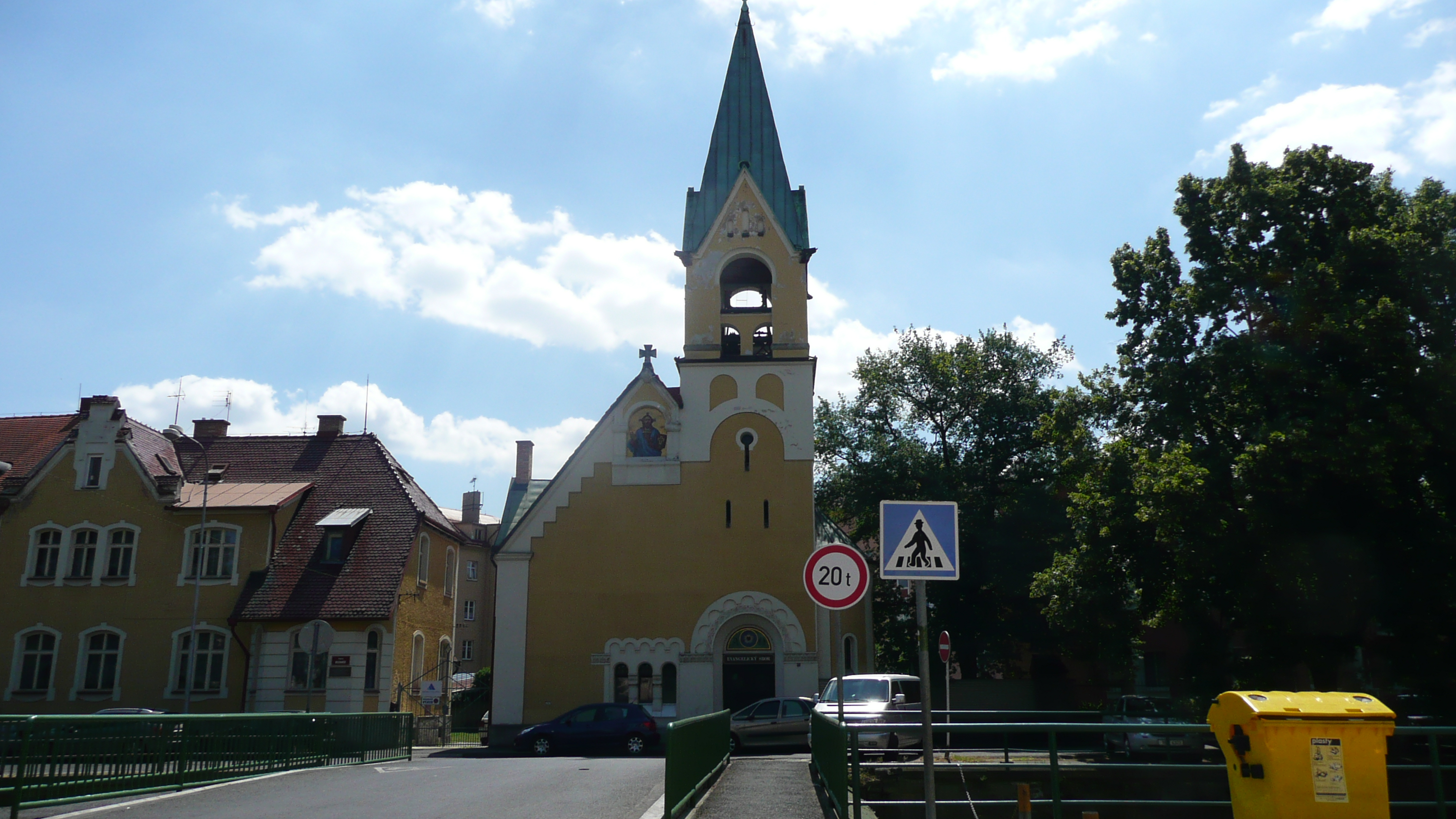
Kościół ewangelicki św. Tomasza
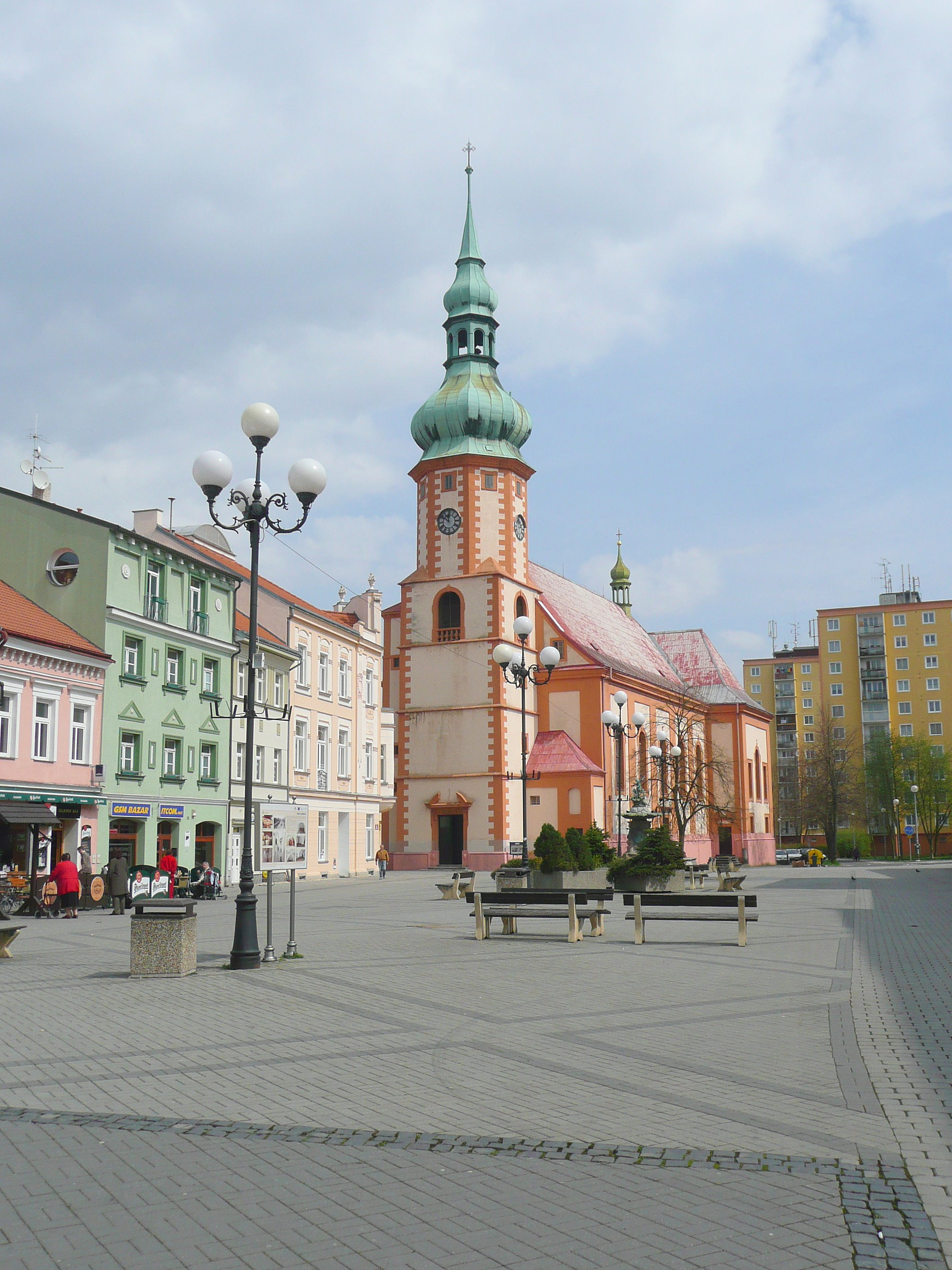
Kościół św. Jakuba
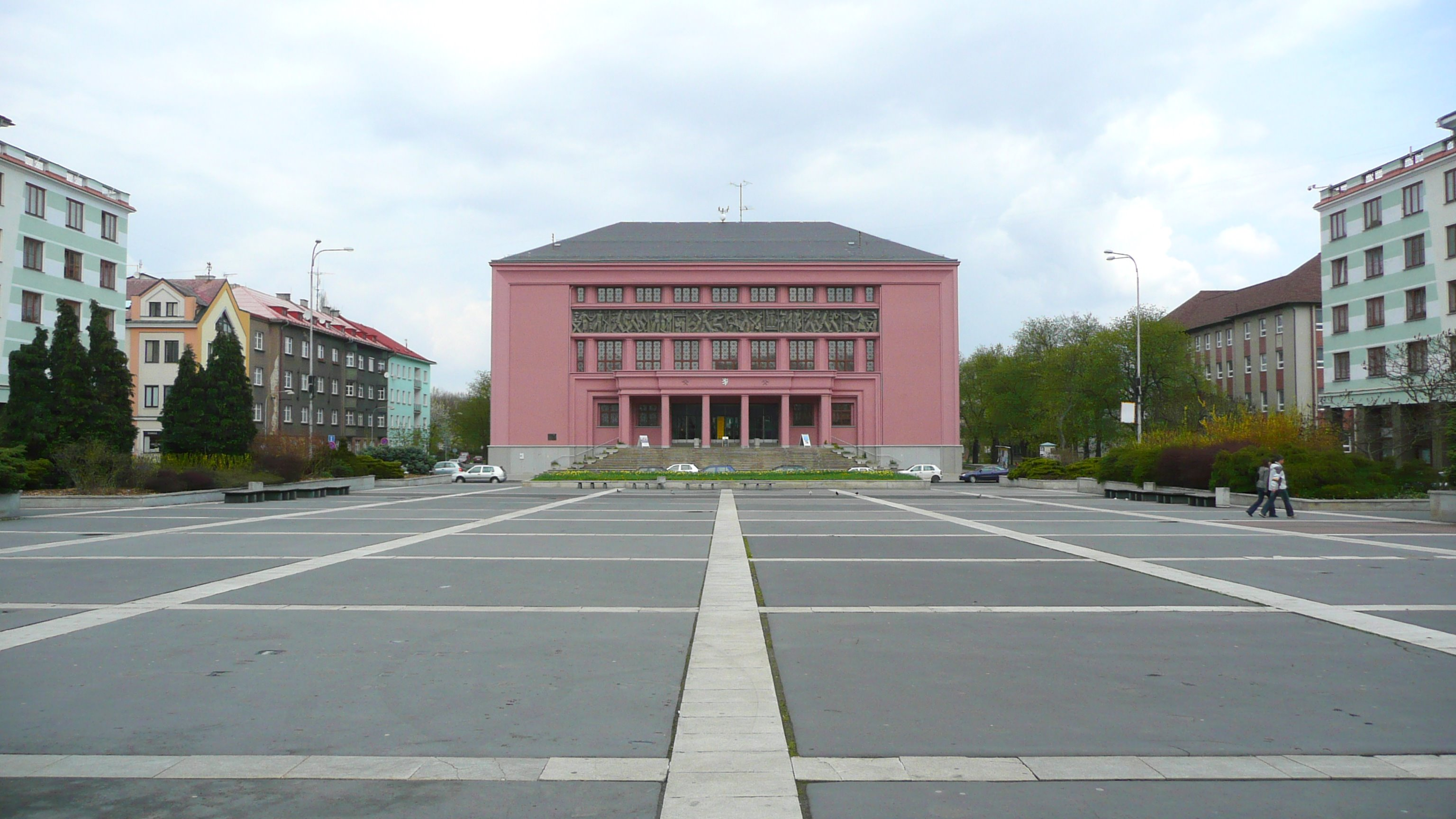
Plac w mieście
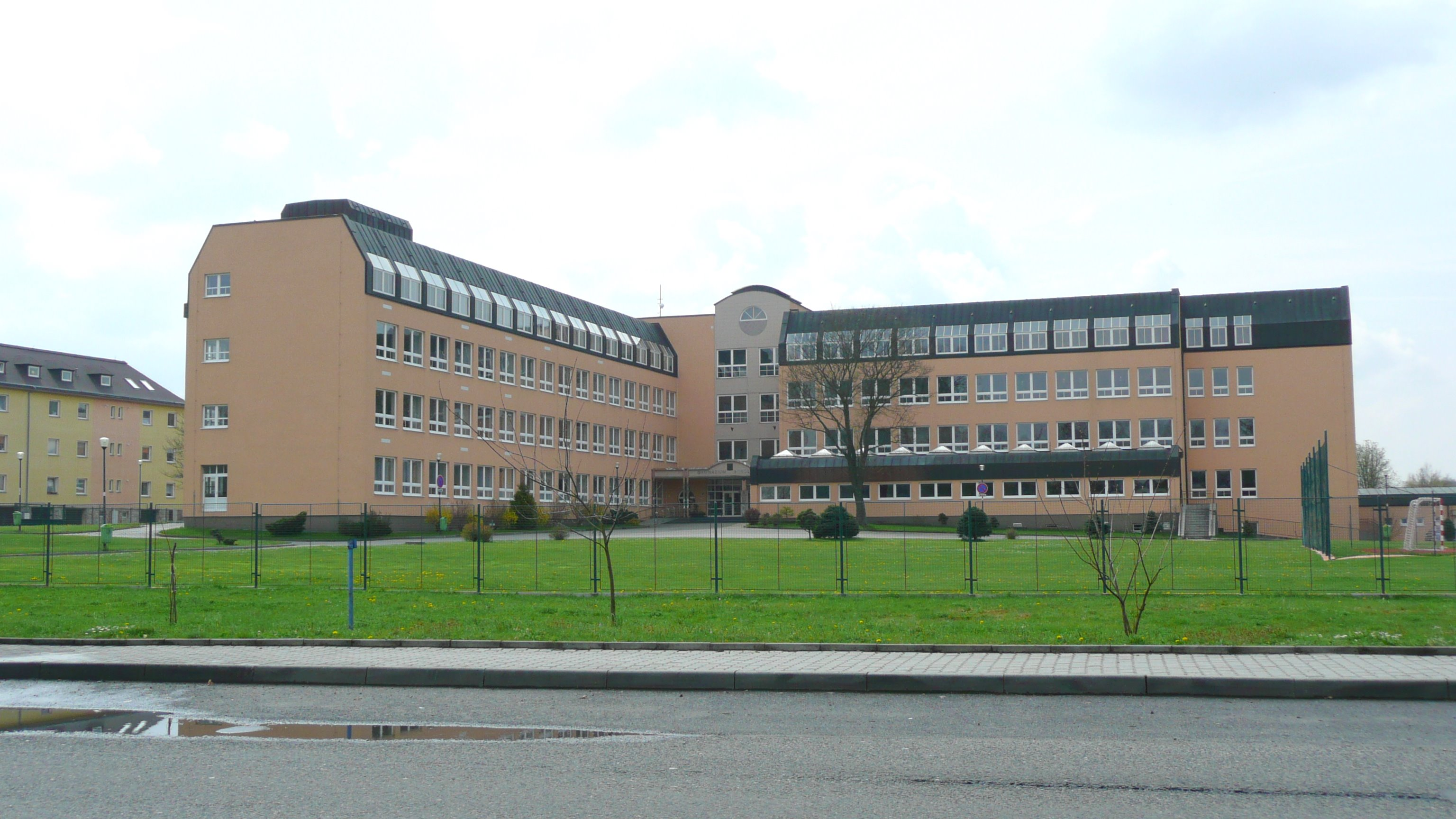
Budynek gimnazjum